# Cerkiew św. Dymitra Dońskiego w Moskwie (Nagatino-Sadowniki)
Cerkiew św. Dymitra Dońskiego – drewniana prawosławna cerkiew w dekanacie Dońskiej Ikony Matki Bożej eparchii moskiewskiej miejskiej Rosyjskiego Kościoła Prawosławnego.

## Historia
Przed rewolucją październikową w pobliżu miejsca, gdzie stoi dzisiaj cerkiew, znajdowała się świątynia zbudowana ku pamięci żołnierzy Dymitra Dońskiego. Została ona zburzona w 1917.

W 1993 zarejestrowano wspólnotę wiernych i na miejscu dawnej cerkwi stanął krzyż. Przed krzyżem modlitwy prowadzili kapłani ze świątyni m.in. Jana Chrzciciela w Kołomienskim. W 2001 rozpoczęto budowę drewnianej cerkwi niedaleko przedrewolucyjnej świątyni. W 2003 został wyznaczony proboszcz tej cerkwi, ks. Gieorgij Sosiedow. W 2004 rozbudowano ołtarz. 1 czerwca 2005 pierwszy raz odprawiono w niej Boską Liturgię, a we wrześniu dobudowano wolnostojącą dzwonnicę.

## Galeria

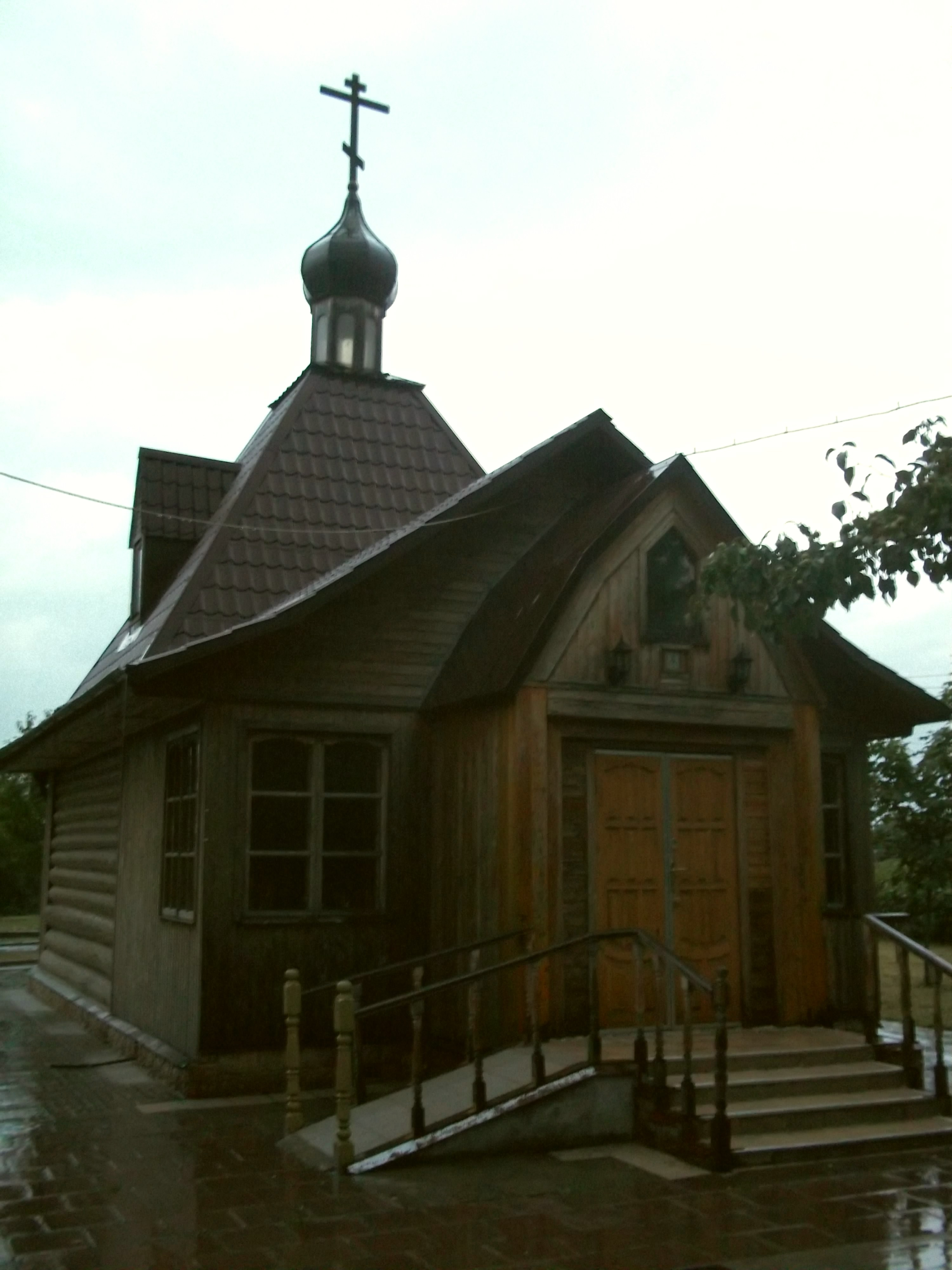
Wejście do cerkwi
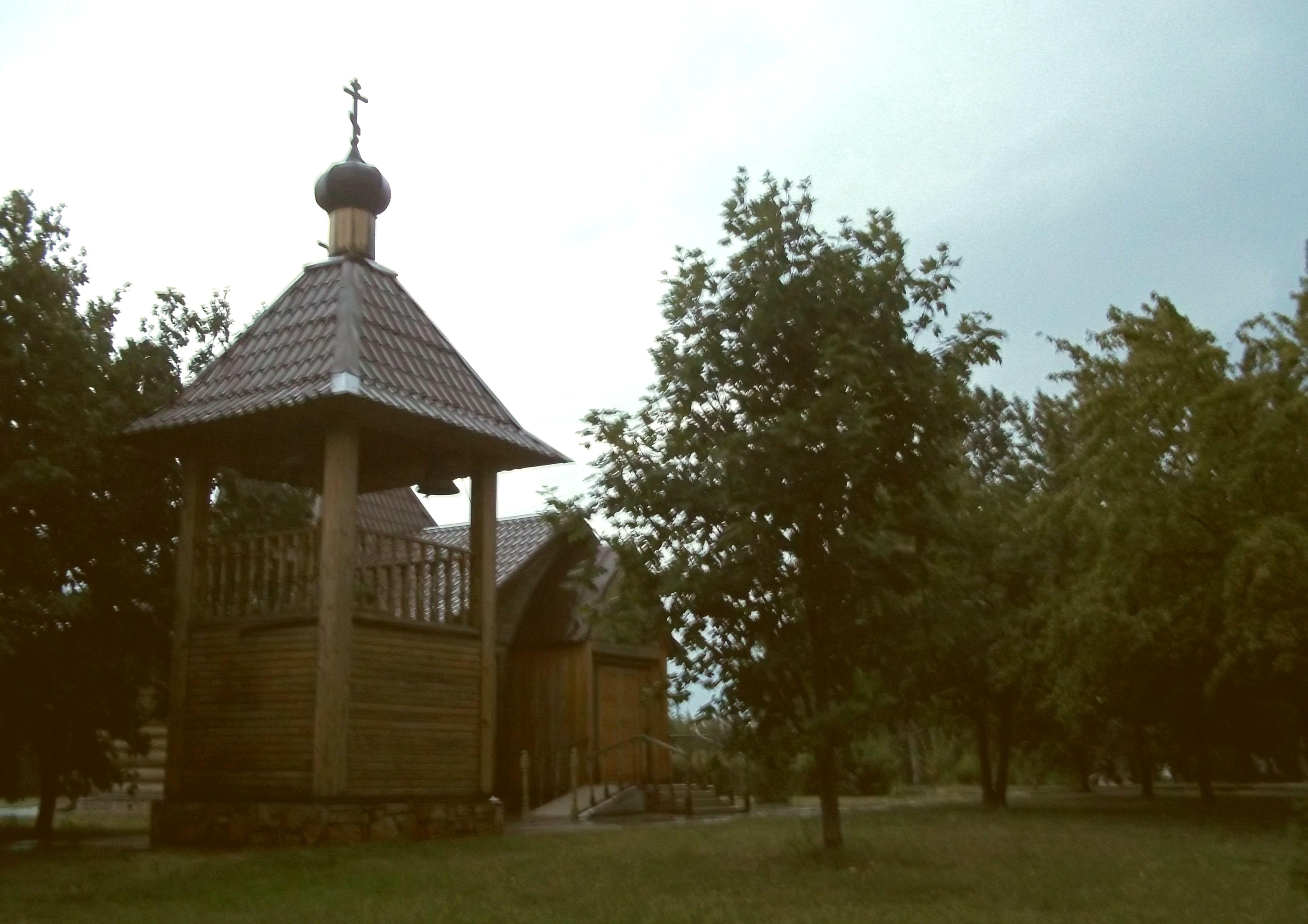
Dzwonnica
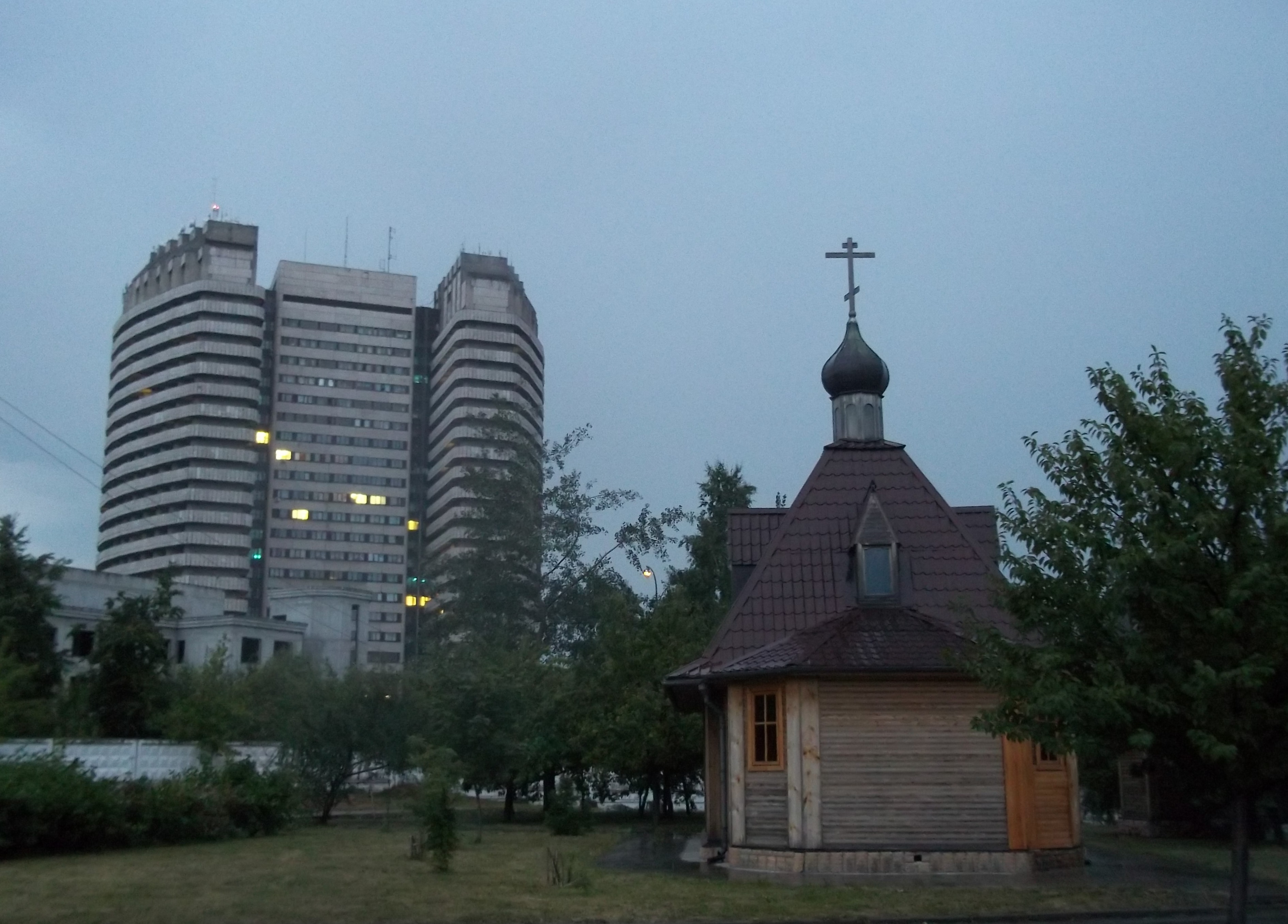
Widok od strony prezbiterium
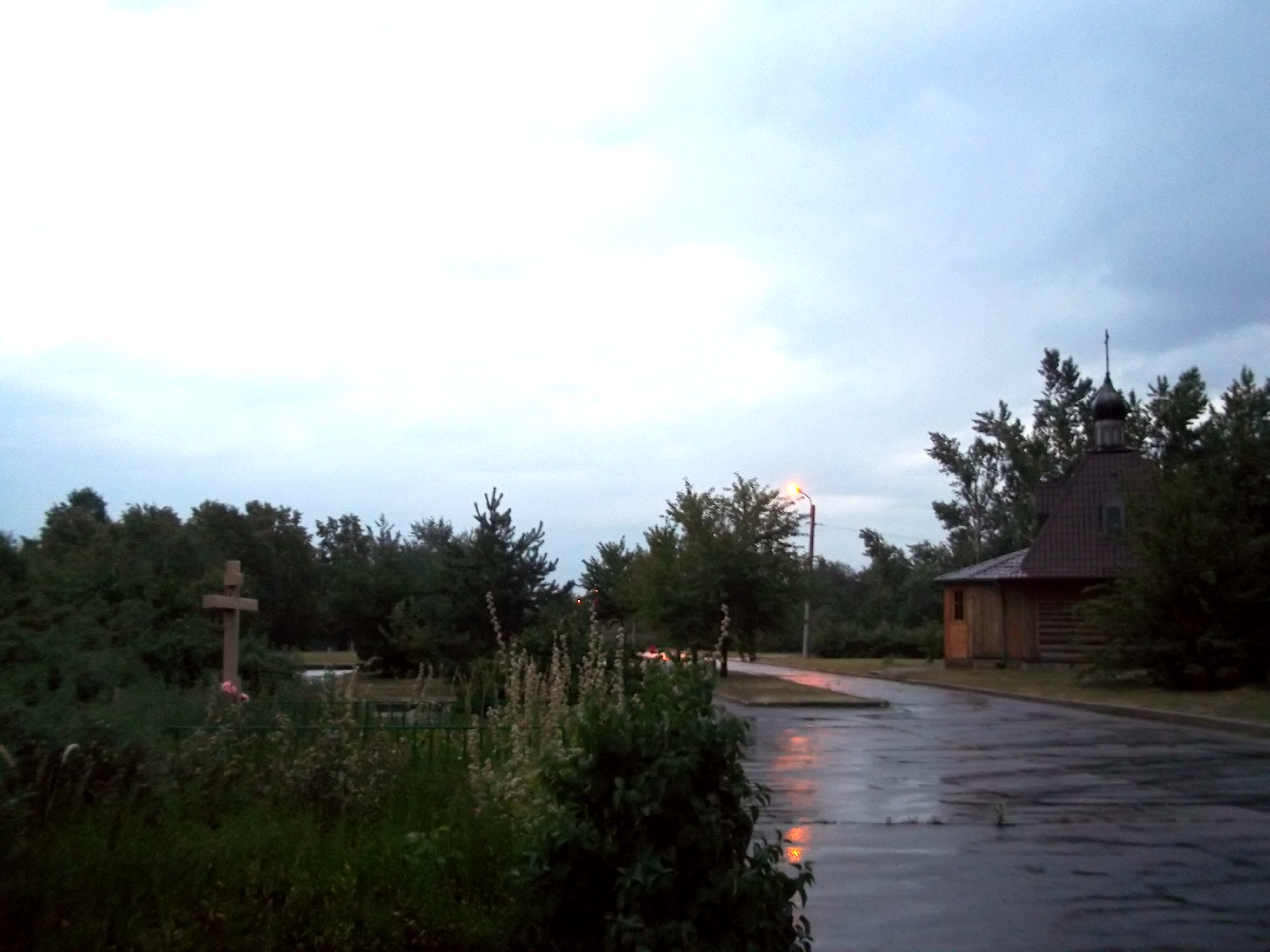
Świątynia i krzyż